# Hubeiscorpio gracilitarsus
Hubeiscorpio
Genre
Espèce
Hubeiscorpio gracilitarsus, unique représentant du genre Hubeiscorpio, est une espèce fossile de scorpions à l'appartenance familiale incertaine.

## Distribution
Cette espèce a été découverte en Chine au Hubei dans le district de Hanyang. Elle date du Dévonien.

## Description
L'holotype mesure 33-35 mm.

## Publication originale
- Walossek, Li & Brauckmann, 1990 : « A scorpion from the Upper Devonian of Hubei Province, China (Arachnida, Scorpionida). » Neues Jahrbuch für Geologie und Paläontologie, Montashefte, vol. 1990, no 3, p. 169-180.